# Чурікаси
Чуріка́си (рос. Чурикасы, чув. Чурикасси) — присілок у Чувашії Російської Федерації, у складі Кадікасинського сільського поселення Моргауського району.
Населення — 113 осіб (2010; 146 в 2002, 196 в 1979; 261 в 1939, 345 в 1926, 340 в 1906, 335 1858).

## Історія
Історична назва — Чурейкаси. Утворився як висело присілку Ачкарен (Кюрегасі). До 1866 року селяни мали статус державних, займались землеробством, тваринництвом. 1928 року утворено колгосп «Танк». До 1920 року присілок перебував у складі Татаркасинської волості Козьмодемьянського, до 1927 року — Чебоксарського повіту. 1927 року присілок переданий до складу Татаркасинського району, 1939 року — до складу Сундирського, 1962 року — до складу Чебоксарського, 1964 року — до складу Моргауського району.

## Господарство
У присілку діє клуб.